# Senousertânkh
Senousertânkh (Senousretânkh, Sésostris-ânkh ; (de) : Senwosretanch ; (en) : Senusertankh) est un grand prêtre de Ptah de Memphis sous le règne de Sésostris Ier au début de la XIIe dynastie.

## Carrière
Outre son titre de grand des chefs des artisans, Senousertânkh, en tant que grand prêtre, porte plusieurs titres liés à sa fonction cléricale :
- prophète de Ptah et de Sokar, deux charges directement liées au grand temple de Memphis,
- prêtre sem, soit le prêtre responsable des rites divins journaliers ainsi que des rites funéraires[n 1],
- prêtre lecteur en chef, fonction qui le place à la tête du collège des prêtres chargés de la lecture des textes sacrés lors des rites et des cérémonies religieuses,
- scribe des archives du dieu,
- supérieur de la Maison de Vie[1].

Il occupait également de hautes fonctions à la cour du roi :
- chef de la Grande Maison[n 2],
- celui qui est placé à la tête de Nekheb[n 3],
- sculpteur et constructeur du roi.

Cette dernière fonction indique son rôle principal dans l'édification de la pyramide de Sésostris Ier à Licht, site qu'il choisit lui-même pour édifier sa sépulture.

## Sépulture
|                    | Senousertânkh                    |  |
| ------------------ | -------------------------------- |  |
| Type               | mastaba                          |  |
|                    |                                  |  |
| Emplacement        | Licht                            |  |
| Date de découverte |                                  |  |
| Découvreur         |                                  |  |
| Fouilles           |                                  |  |
| Objets découverts  | Sarcophage Statues fragmentaires |  |

Son mastaba a été découvert à Licht au nord-est de la pyramide que son maître et souverain fit édifier sur le site. Le Metropolitan Museum of Art de New York conserve une statue de Senousertânkh provenant de son mastaba. Fragmentaire (la moitié inférieure de la statue fait défaut), elle représente le grand prêtre de Ptah assis, torse nu coiffé d'une perruque cérémonielle et à l'expression du visage fortement individualisée. 
Ce mastaba fait partie des plus vastes et des plus aboutis monuments du genre. En effet, il est construit en blocs de calcaire fin de Tourah et est ceint d'une double enceinte rectangulaire orientée est-ouest.
L'enceinte extérieure, construite en brique crue, est la plus grande mesurant environ 93 × 50 mètres, tandis que l'enceinte intérieure est édifiée en blocs calcaire taillés et appareillés, s'inspirant des enceintes royales à redans de Saqqarah ou d'autres monuments royaux connus pour ce type de dispositif. Comme pour l'exemple de Djéser, elle n'ouvrait que par un seul accès ménagé dans un des bastions formés par l'alternance successive des redans. Cet accès est cependant placé dans l'axe principal du monument.
Le mastaba dont les faces externes étaient décorées en façade de palais dominait ce vaste espace funéraire qui devait comprendre un temple funéraire placé devant sa face est et était également décoré de plaque de calcaire sculptée en relief à l'image de deux plantes de papyrus affrontées liées entre elles par leurs deux longues tiges, et qui se répétaient à l'envi dans un style archaïsant déjà rencontré dans certains monuments des premières dynasties.
L'inspiration des monuments de l'Ancien Empire ne s'arrête pas là. 
En effet, le tombeau qui a été épargné par les vicissitudes du temps était accessible par le côté nord du monument et comme pour les tombes royales, un long couloir descendant était obstrué par des herses en pierre qui, détail intéressant, étaient munies de tenons en bronze dont le rôle était probablement de bloquer le dispositif une fois la momie de Senousertânkh placée dans le tombeau et la cérémonie funéraire achevée. Ce caveau a livré, outre le sarcophage du grand prêtre et les reliefs habituels destinés à assurer au défunt une vie prospère dans l'au-delà, une version copiée à lettre des Textes des pyramides gravée sur les parois. Le plafond de la chambre funéraire, toujours en place, est constellé ; les étoiles sont peintes en jaune or sur un fond bleu nuit.
Cette découverte essentielle est une preuve supplémentaire que les grands temples contenaient des archives auxquelles, bien entendu, le grand prêtre pouvait avoir accès.
Il est remarquable qu'un dignitaire, aussi haut placé qu'il soit dans la hiérarchie sacerdotale memphite ou encore royale, se soit fait édifier un ensemble funéraire aussi complexe, avec cette double enceinte qui abritait à la fois le mastaba et un ensemble cultuel dédié au grand prêtre. L'ensemble est conçu et bâti avec un luxe architectural et iconographique sans précédent connu pour un personnage de ce rang.